# Розенблют, Ленни
Леонард Роберт «Ленни» Розенблют (англ. Leonard Robert "Lennie" Rosenbluth; 22 января 1933 года, Бронкс, Нью-Йорк, США — 18 июня 2022 года, Чапел-Хилл, штат Северная Каролина, США) — американский профессиональный баскетболист.

## Ранние годы
Ленни Розенблют родился в Бронксе, континентальном боро Нью-Йорка, учился в Стантонской военной академии из одноимённого города, в которой играл за местную баскетбольную команду.

## Студенческая карьера
В 1957 году окончил Университет Северной Каролины в Чапел-Хилле, где в течение трёх лет играл за баскетбольную команду «Северная Каролина Тар Хилз», в которой провёл успешную карьеру, набрав в итоге 2045 очков. При Розенблюте «Тар Хилз» два раза выигрывали регулярный чемпионат конференции Атлантического Побережья (1956—1957), один раз турнир конференции Атлантического Побережья (1957), а также один раз выходили в плей-офф студенческого чемпионата США (1957).
В дебютном сезоне Розенблют стал лучшим бомбардиром «Тар Хилз», набирая в среднем за игру по 25,5 очка и делая по 11,7 подбора, по итогам которого был включён в третью символическую сборную All-America. В сезоне 1955/1956 годов он набирал в среднем за игру по 26,7 очка и включался во всевозможные американские сборные по различным версиям. В 1957 году Розенблют был лидером своей команды, набирая во время регулярного чемпионата в среднем за игру по 27,9 очка и делая по 8,6 подбора, которая установила абсолютный рекорд, победив во всех играх, в которых принимала участие (32—0).
В том же 1957 году «Тар Хилз» стали чемпионами Национальной ассоциации студенческого спорта (NCAA), обыграв в финале в упорной борьбе (в третьем овертайме) команду Уилта Чемберлена «Канзас Джейхокс» (54—53). Розенблют стал в своей команде лучшим игроком, набрав в итоге 20 очков и сделав 5 подборов, за что был признан баскетболистом и спортсменом года среди студентов конференции Atlantic Coast.
Свитер с номером 10, под которым выступал Розенблют, был закреплён за ним и выведен из употребления. В 2002 году к пятидесятилетнему юбилею конференции Атлантического Побережья (ACC) был включён в символическую сборную, в которую вошли пятьдесят величайших игроков за всю историю ACC, а в 2003 году — в международный еврейский спортивный зал славы, кроме того он входит в число ста величайших студенческих баскетболистов всех времён.

## Карьера в НБА
Играл на позиции лёгкого форварда. В 1957 году был выбран на драфте НБА под 6-м номером командой «Филадельфия Уорриорз», в которой провёл всю свою непродолжительную профессиональную карьеру. Всего в НБА провёл 2 сезона. В 1957 году Розенблют признавался баскетболистом года среди студентов по версии Helms Foundation, а также включался в 1-ю всеамериканскую сборную NCAA. Всего за карьеру в НБА сыграл 82 игры, в которых набрал 342 очка (в среднем 4,2 за игру), сделал 145 подборов и 29 передач.

## Статистика

### Статистика в НБА
| Сезон                                                                                    | Команда              | Регулярный сезон | Регулярный сезон | Регулярный сезон | Регулярный сезон | Регулярный сезон | Регулярный сезон | Регулярный сезон | Регулярный сезон | Регулярный сезон | Регулярный сезон | Регулярный сезон | Серия плей-офф | Серия плей-офф | Серия плей-офф | Серия плей-офф | Серия плей-офф | Серия плей-офф | Серия плей-офф | Серия плей-офф | Серия плей-офф | Серия плей-офф | Серия плей-офф |
| Сезон                                                                                    | Команда              | GP               | GS               | MPG              | FG%              | 3P%              | FT%              | RPG              | APG              | SPG              | BPG              | PPG              | GP             | GS             | MPG            | FG%            | 3P%            | FT%            | RPG            | APG            | SPG            | BPG            | PPG            |
| ---------------------------------------------------------------------------------------- | -------------------- | ---------------- | ---------------- | ---------------- | ---------------- | ---------------- | ---------------- | ---------------- | ---------------- | ---------------- | ---------------- | ---------------- | -------------- | -------------- | -------------- | -------------- | -------------- | -------------- | -------------- | -------------- | -------------- | -------------- | -------------- |
| 1957/58                                                                                  | Филадельфия Уорриорз | 53               |                  | 7,0              | 34,3             |                  | 63,1             | 1,7              | 0,4              |                  |                  | 4,4              | 4              |                | 2,8            | 33,3           |                | 66,7           | 0,8            | 0,0            |                |                | 2,0            |
| 1958/59                                                                                  | Филадельфия Уорриорз | 29               |                  | 7,1              | 29,7             |                  | 72,4             | 1,9              | 0,2              |                  |                  | 3,7              | Не участвовал  | Не участвовал  | Не участвовал  | Не участвовал  | Не участвовал  | Не участвовал  | Не участвовал  | Не участвовал  | Не участвовал  | Не участвовал  | Не участвовал  |
|                                                                                          | Всего                | 82               |                  | 7,0              | 32,7             |                  | 65,5             | 1,8              | 0,4              |                  |                  | 4,2              | 4              |                | 2,8            | 33,3           |                | 66,7           | 0,8            | 0,0            |                |                | 2,0            |
| Наведите курсор мыши на аббревиатуры в заголовке таблицы, чтобы прочесть их расшифровку. |                      |                  |                  |                  |                  |                  |                  |                  |                  |                  |                  |                  |                |                |                |                |                |                |                |                |                |                |                |